# Москатов, Генрих Карлович
Ге́нрих Ка́рлович Моска́тов (род. 14 апреля 1929, Москва) — советский и российский учёный в области надёжности и безопасности адаптивных систем управления летательными и глубоководными аппаратами, заслуженный деятель науки Российской Федерации.

## Биография
Окончил механико-математический факультет МГУ им. М.В. Ломоносова (1957) и аспирантуру МАИ (кафедра систем автоматического и интеллектуального управления летательными аппаратами).
С 1971 года работает в судостроительной отрасли: главный научный сотрудник, начальник отдела аспирантуры и докторантуры, научный консультант ФГУП «ЦНИИ «Центр». 
Доктор технических наук, профессор, преподаёт в МИРЭА с 1990 года. Действительный член Российской академии космонавтики и Дирижабельной ассоциации Соединенного Королевства Архивная копия от 26 января 2021 на Wayback Machine.

## Награды и звания
- Заслуженный деятель науки Российской Федерации (1998)
- Почётный судостроитель (2004)
- Награждён медалями